# Tver oblast
Tver oblast är ett oblast (eller län) i västra Ryssland med en yta på 84 100 km² och cirka 1 360 000 invånare. Huvudort är Tver.
De största tätorterna inom oblastet var i början av år 2017: Tver (419 363 invånare), Rzjev (59 804), Vysjnij Volotjok (47 732), Torzjok (46 031), Kimry (45 504), Konakovo (39 345) och Udomlja (28 669).
Valdajhöjderna utgör vattendelare och gräns mellan Novgorod oblast i norr (Östersjöns avrinningsområde) och Tver oblast i söder, där floden Volga rinner upp i Ostasjkov-distriktet (228 meter över havet) och flyter 685 km österut genom oblastet, bland annat genom städerna Rzjev, Tver och Kimry. Järnvägen Sankt Petersburg–Moskva-banan stod färdig 1851 och korsar floden Volga i staden Tver. Landsvägen M10 och motorvägen M11 löper genom oblastet parallellt med järnvägen.

## Historia
År 1247 fick Alexander Nevskij titeln storfurste av Tver och från den tiden räknar man att ett omliggande storfurstendöme bör ha funnits, gränsande till republiken Novgorod i norr och Moskvariket i söder, fram till 1485 då muskoviterna under Ivan den store erövrade Tver (liksom Novgorod 1478). Peter den store inrättade 1706 det ganska stora guvernementet Ingermanland, där såväl Sankt Petersburg, Pskov, Novgorod, Tver och Jaroslavl som hela Karelen upp till staden Onega ingick. Detta ombildades 1711 till guvernementet Sankt Petersburg, där Tver var en av elva provinser. Redan 1727 avknoppades dock fem av dessa provinser (varibland Pskov och Tver) till guvernementet Novgorod. 1775 bröts provinsen Tver ut till ett eget ståthållarskap eller generalguvernement (наместничество) som 1796 ombildades till guvernementet Tver, omfattade 64 683 km2, som bestod till 1929. År 1929 delades området upp mellan västra oblastet (Smolensk) och centrala-industriella oblastet (Moskva). 1931 bytte staden namn från Tver till Kalinin och när en ny regionindelning gjordes 1935 skapades Kalinin oblast, motsvarande guvernementet Tver med tillägg av några områden i väster. Både staden och oblastet återtog 1990 namnet Tver.